# هاسكوي (موش)
هاسكوي (بالتركية: Hasköy) (بالكردية: Dêrxas) (بالأرمنية: Խասգեղ) هي بلدة ومقر مديرية في محافظة موش الواقعة في منطقة الأناضول الشرقية في تركيا. وهي مأهولة بالعرب.

## السكان
يسكن البلدة وقريتين متجاورتين العرب من قبيلة بدري الناطقة بالعربية والكردية، في حين يسكن الكرد في ستة عشر قرية.